# Eddie Allen
Pour les articles homonymes, voir Allen.
Eddie Allen est né le 12 juillet 1957 à Milwaukee (Wisconsin).
Ce trompettiste et bugliste (fluegelhorn) apparaît sous plusieurs noms : Eddie Allen, E.J. Allen, Eddie E.J. Allen, E.J. « Eddie » Allen.
Il étudie la trompette dans sa ville natale, non sans subir des influences diverses, voire contradictoires (rhythm and blues, rock, divers styles de jazz, et en particulier « l'Association for the Advancement of Creative Musicians » - AACM).
Sa carrière professionnelle commence dans l'orchestre de Charlie Persip, se poursuit dans des contextes très divers avec Muhal Richard Abrams, Lester Bowie, Art Blakey, Benny Carter, Chico Freeman, Dizzy Gillespie, Houston Person, Bobby Previte, Mongo Santamaria, Randy Weston, mais il enregistre surtout avec les Chicagoans de l'AACM ou avec de jeunes loups du néo-bop. Il a enregistré également quatre disques sous son nom, où il développe un jeu qui évoque un peu celui de Lee Morgan.